# کبوتر جنگلی

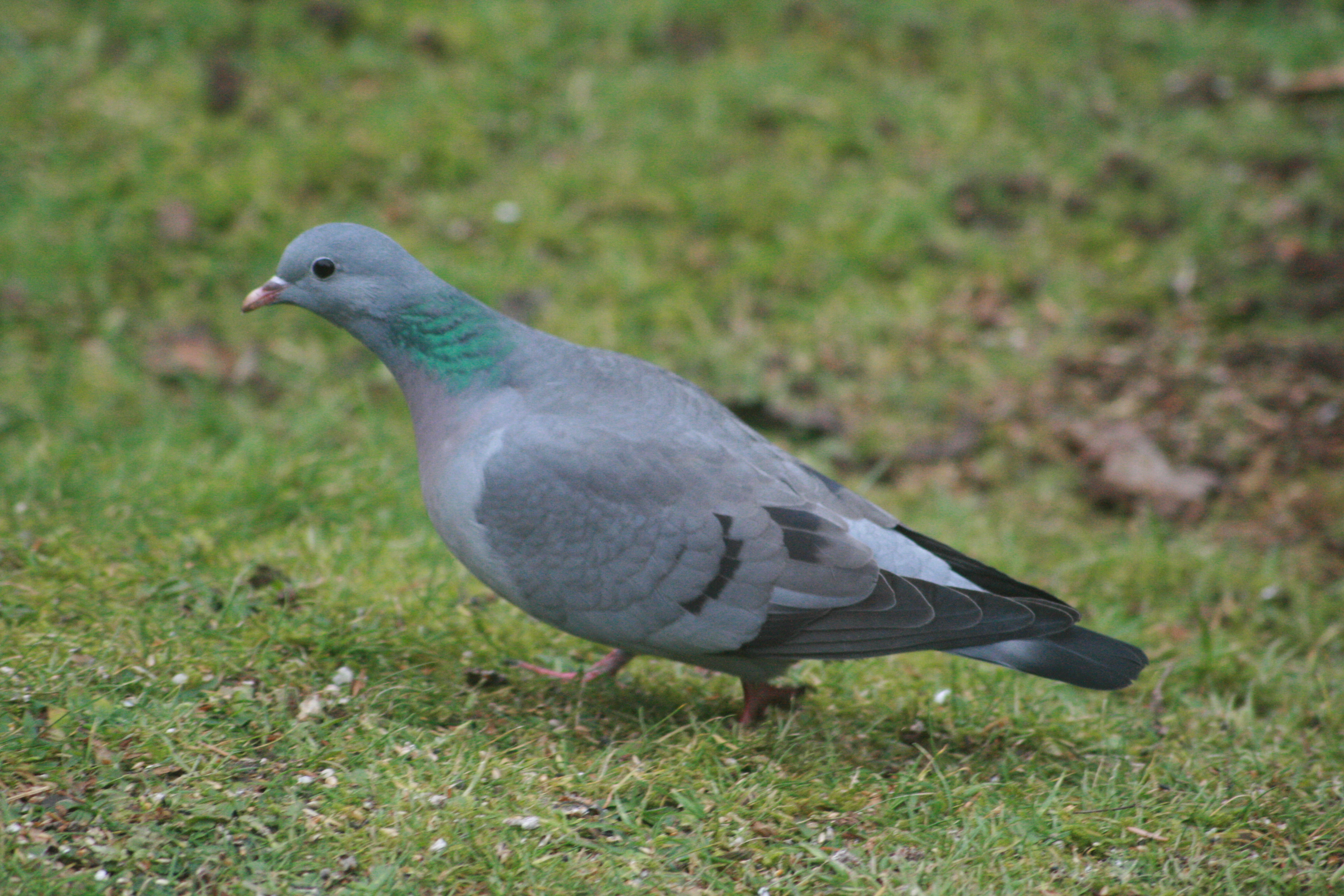
به کبوتر کوهپایه (Columba oenas) نیز گفته می‌شود.

کبوتر جنگلی  (نام علمی: Columba palumbus) پرنده‌ای از راسته کبوترسانان و تیره کبوتریان است. این پرنده از دیگر کبوتریان جثهٔ بزرگ‌تری دارد و طول آن حدود ۴۱ سانتی‌متر است. گردن آن خاکستری شرابی با جلای سبز و ارغوانی است و در دو طرف گردن لکهٔ سفیدی وجود دارد. روی بال نیز نوار سفیدی دارد که هنگام پرواز دیده می‌شود. این پرندگان اجتماعی هستند و معمولاً در گروه‌های بزرگ زندگی می‌کنند.
کبوتر جنگلی به کبوتر کوهپایه (Columba oenas) شباهت زیادی دارد. تفاوت این دو پرنده در وجود نوار سفید روی بال و لکه سفید روی گردن کبوتر جنگلی است.

## نگارخانه

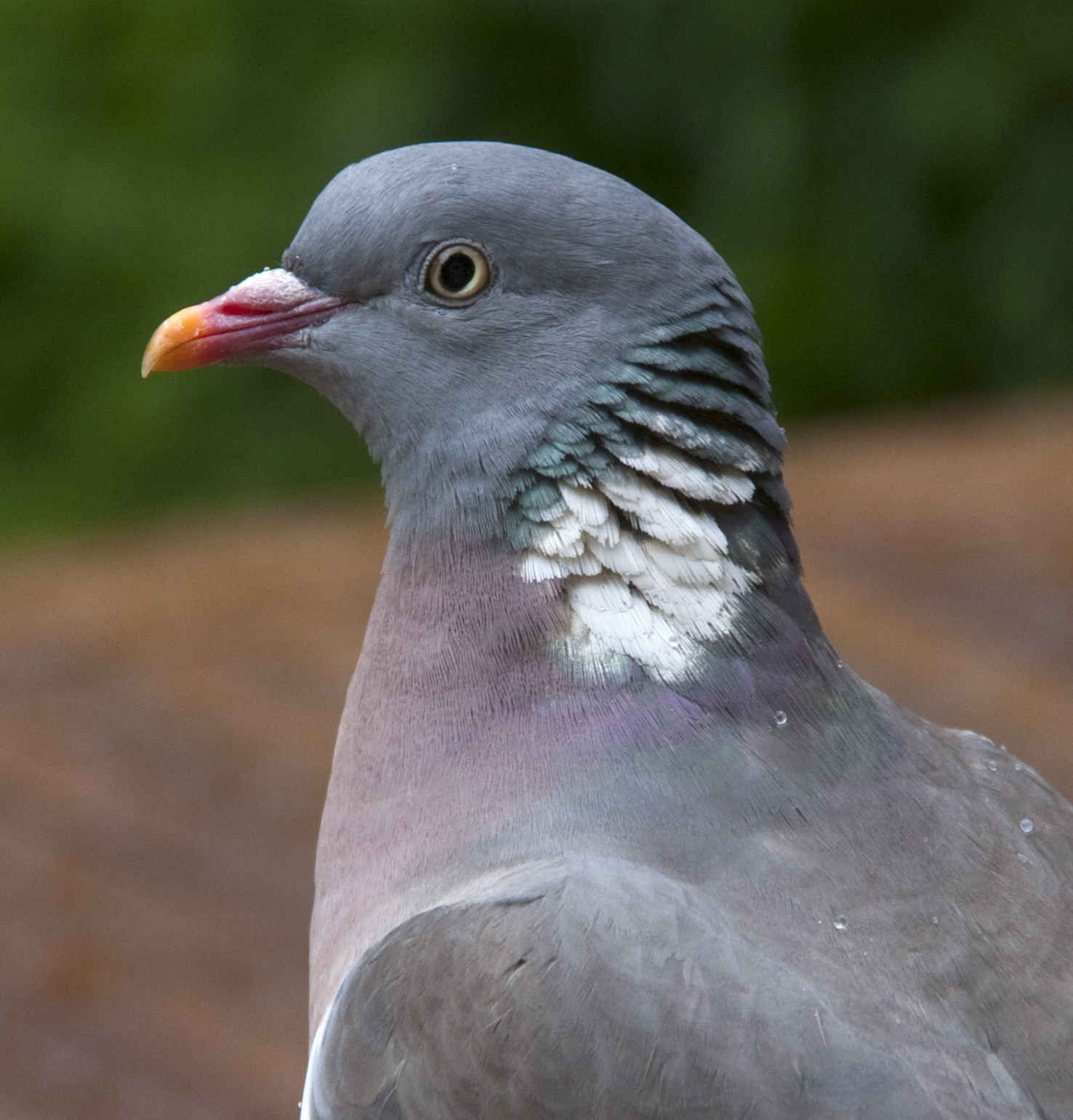
یک کبوتر جنگلی (Columba palumbus) در بیرمنگام انگلستان
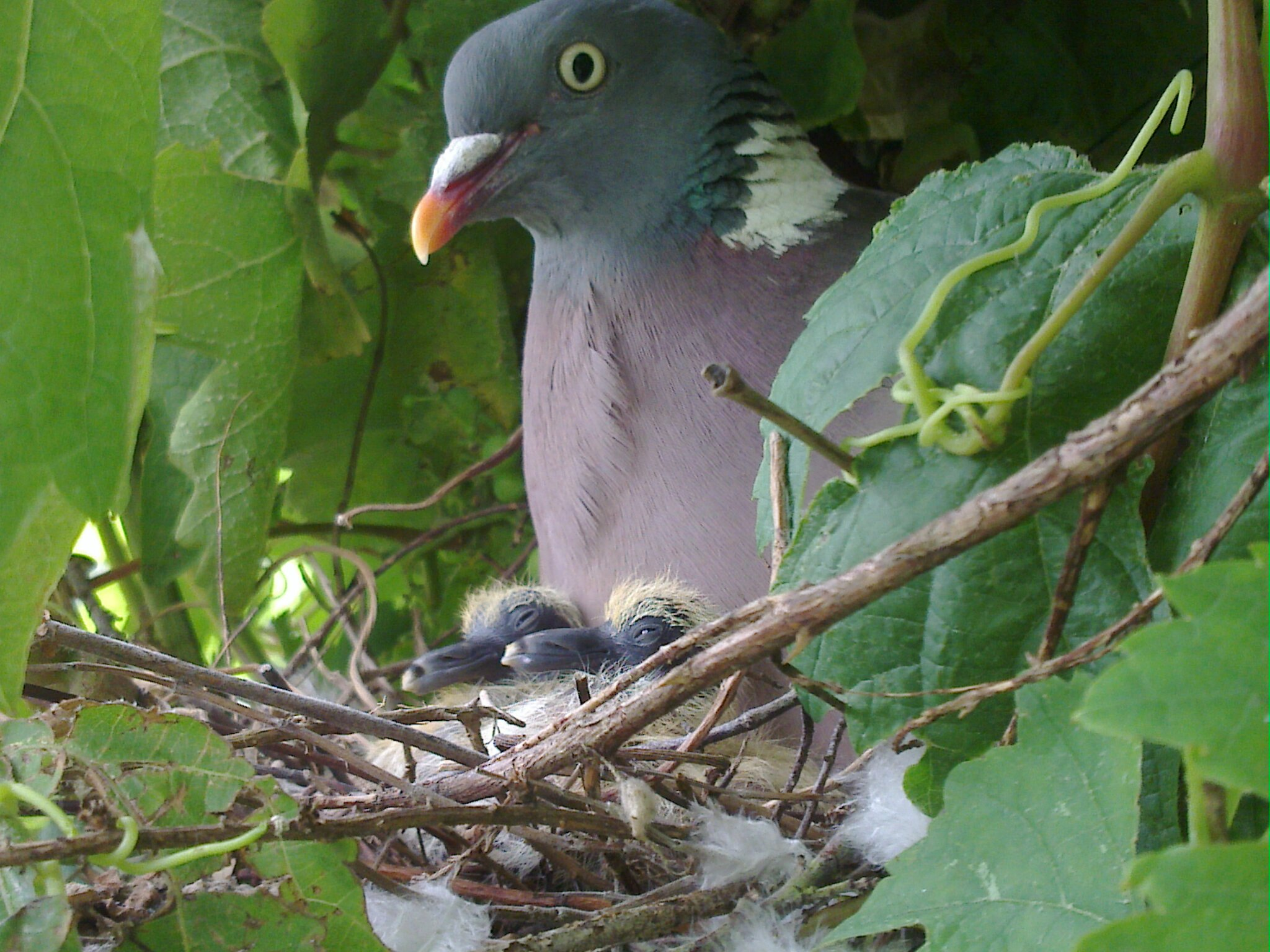
یک پرنده بالغ با دو جوجه
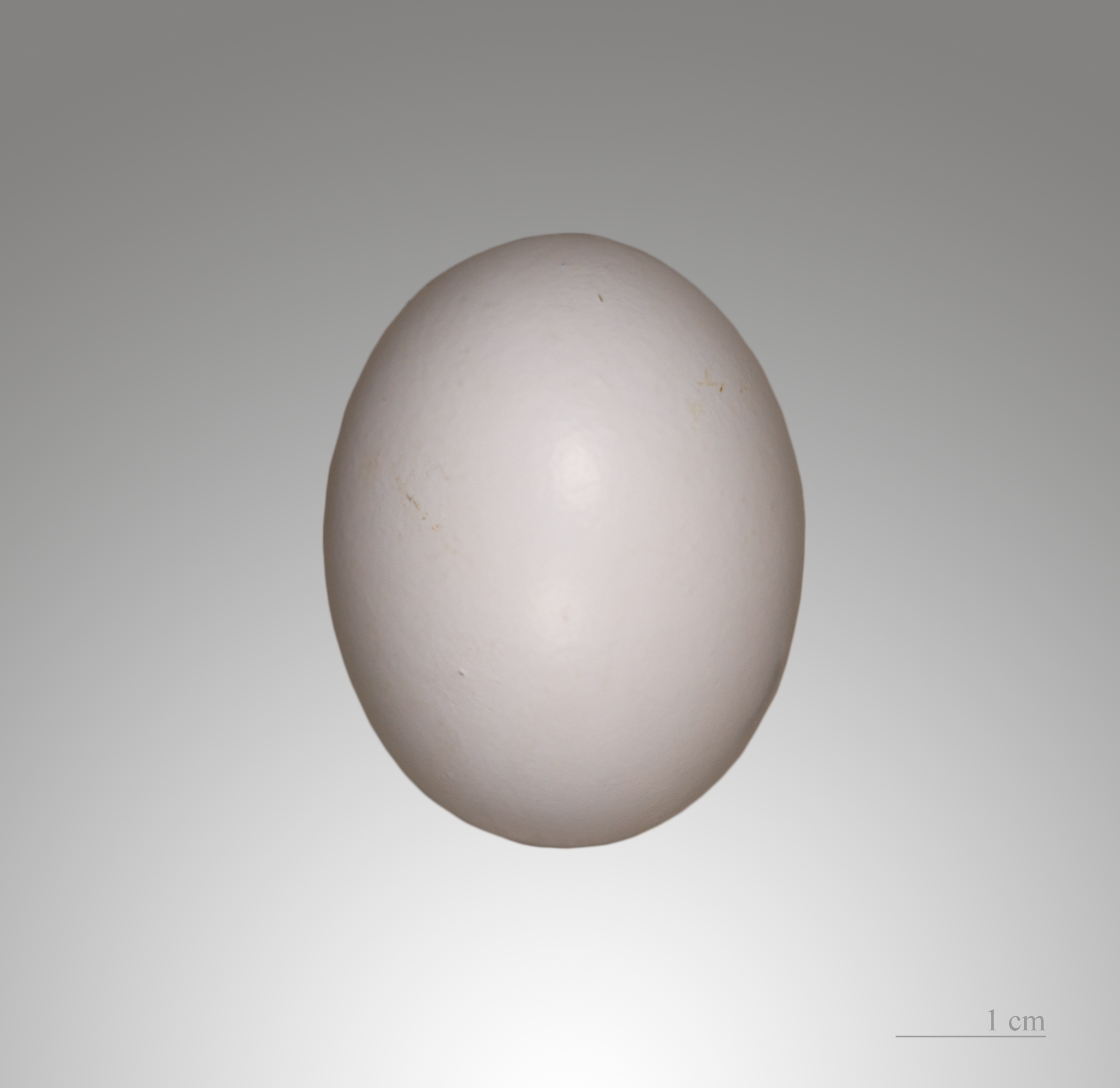
تخم کبوتر جنگلی (Columba palumbus)
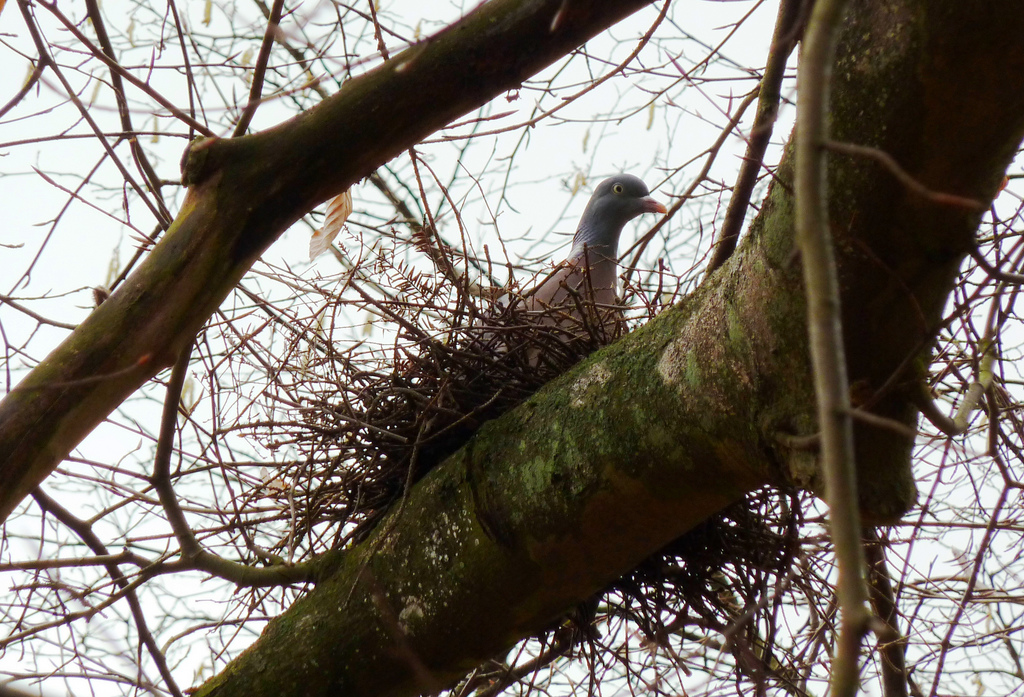
یک پرنده بالغ در لانه
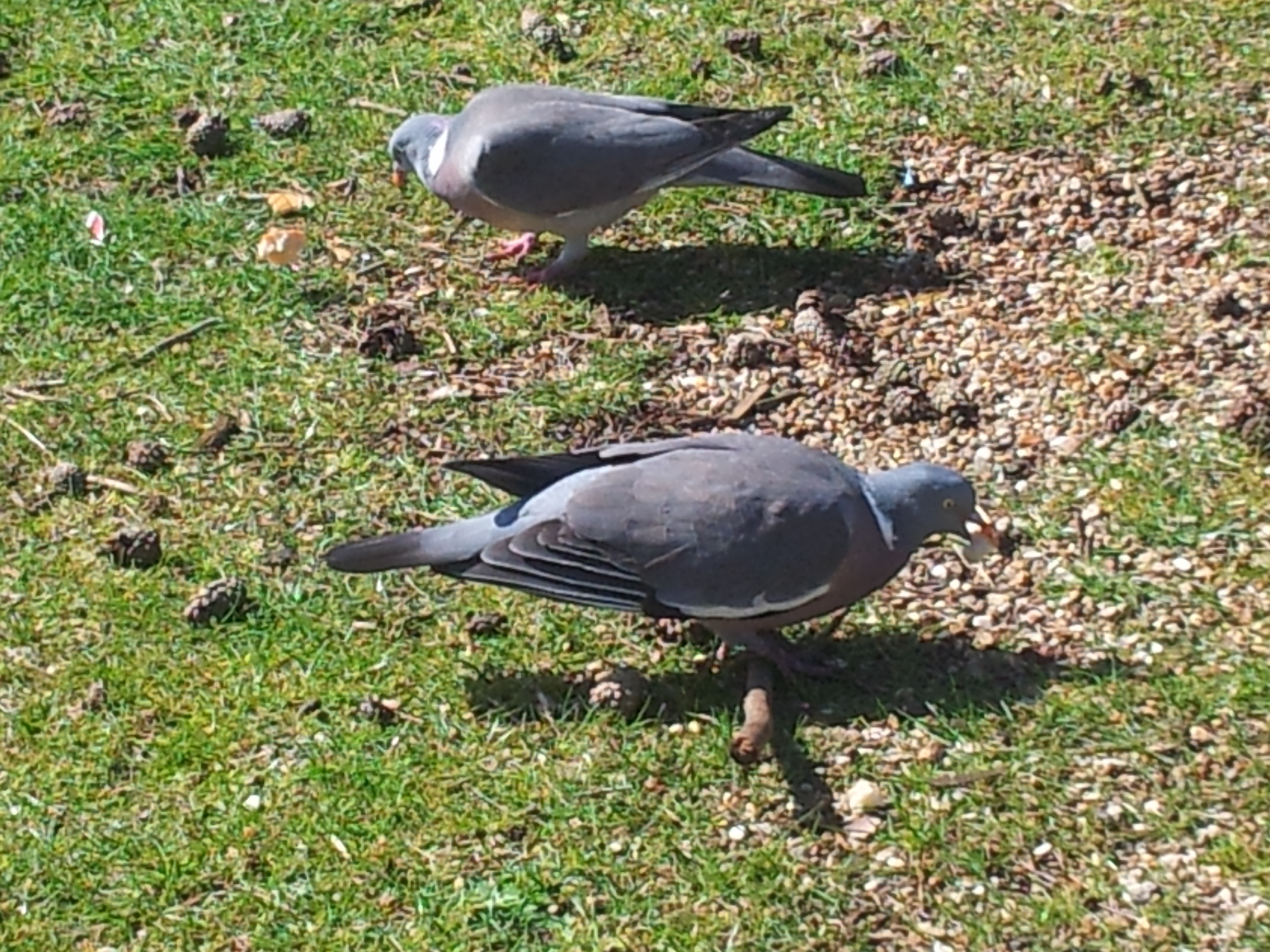
دو پرنده بالغ